# Strömstads station

Strömstads station, är en stationsbyggnad från 1909 i Strömstads kommun som ändstation för järnvägen mellan Göteborg och Strömstad – Bohusbanan. Den är byggnadsminne sedan 6 oktober 1999 och tidigare statligt byggnadsminne från 21 augusti 1986. Stationsbyggnaden vänder sig med entrén mot hamnen i Strömstad. Entrépartiet har tre valv och uppbär en indragen balkong. Nedervåningen har stora välvda fönster.

## Historik
Strömstads stationshus, som har fasader av förbländtegel, uppfördes 1909 och utgör slutstation på sträckan Göteborg-Strömstad. Fasaderna är på båda långsidorna försedda med mittrisaliter och horisontella band i tegel med avvikande färg. Fönstren är stora och rundbågade. Redan 1903 öppnades delsträckan Uddevalla-Strömstad. År 1907 förlängdes den till Tingstad och 1909 blev hela sträckan klar genom brobygge över älven.

## Galleri

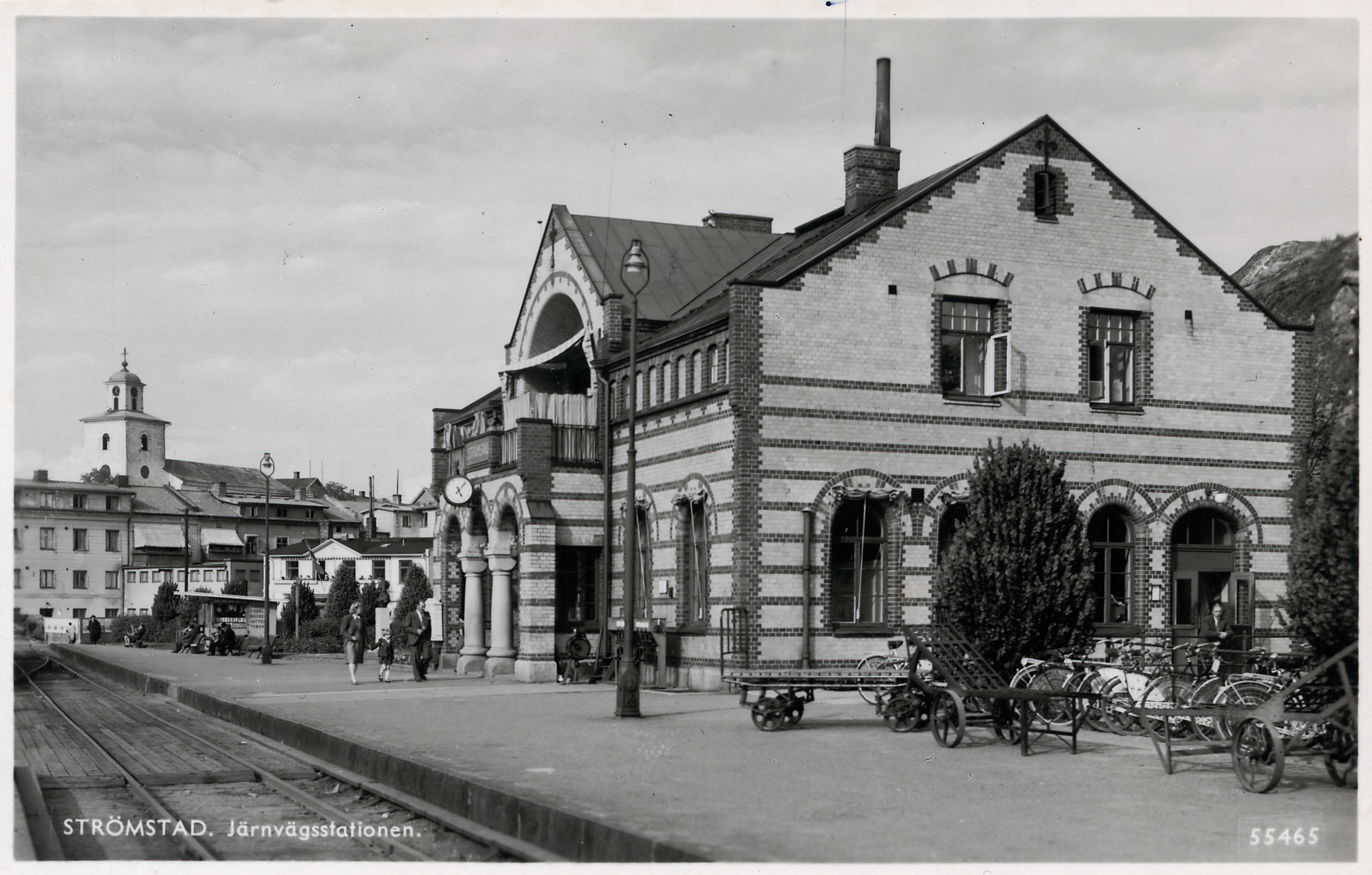
Strömstads station, cirka 1945.
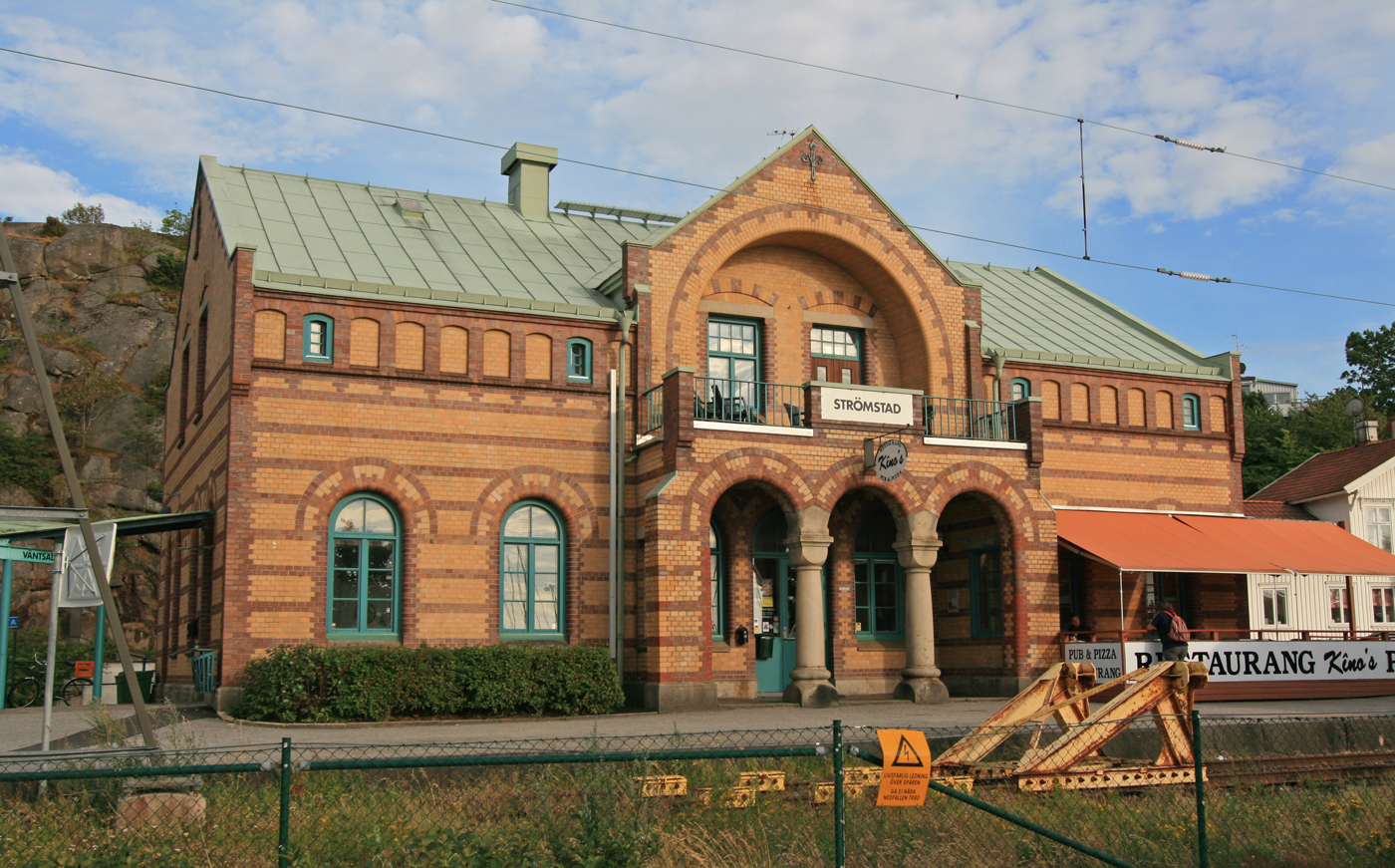
Strömstads station, 2008.
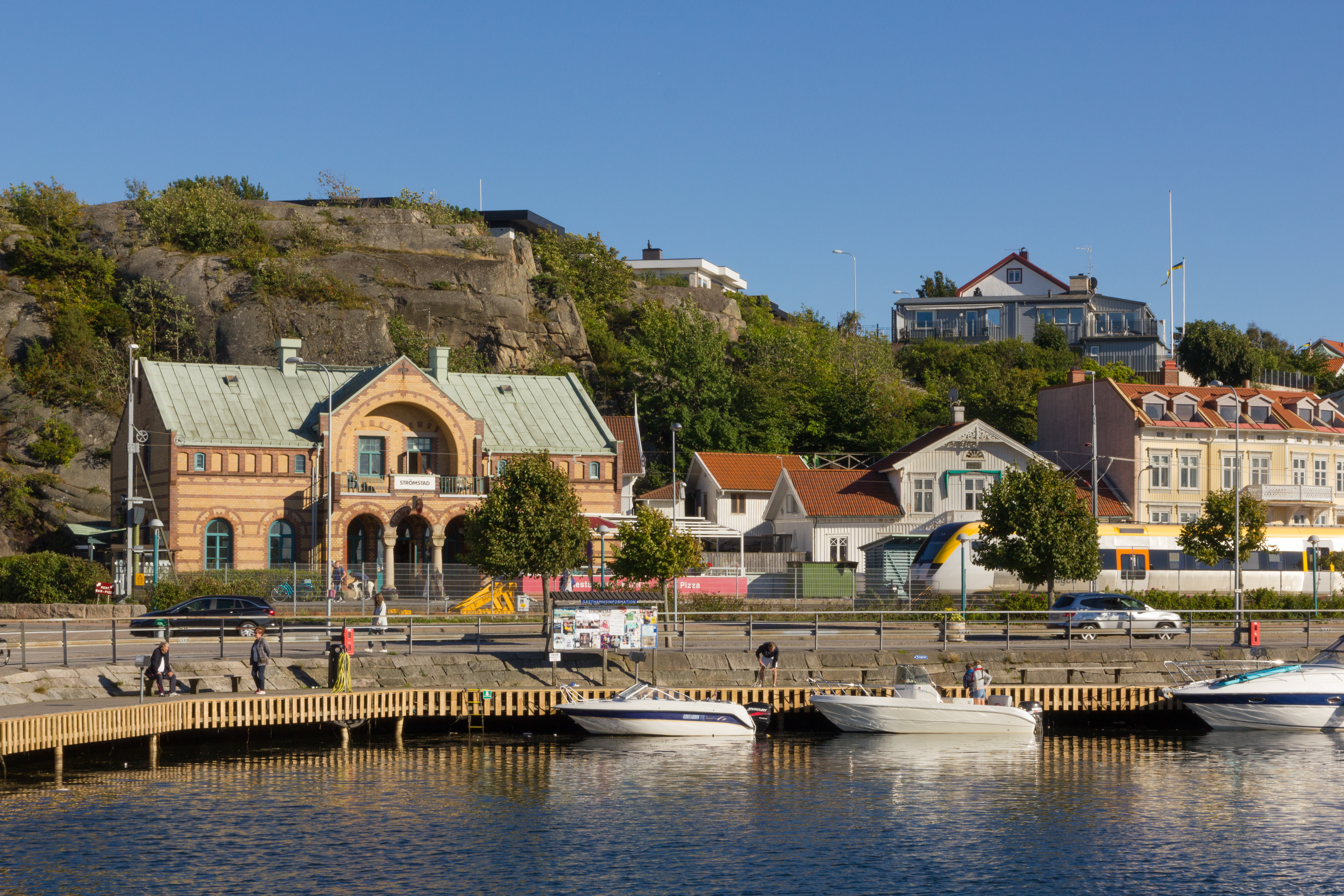
Strömstads Station sedd från Strandpromenaden, 2016.